# 元東淵
元東淵（1947年—），北韓政治家，任職統一戰線部副部長、祖國和平統一委員會書記局部長及祖國統一研究院院長。據報導，他是最高領導人金正恩的親信，也是處理對南事務的實權人物。

## 生平
元東淵畢業於金日成綜合大學的政治經濟學系。之後在國家保衛局當過指導員和副局長。1992年3月，被委任為祖國和平統一委員會書記局部長以及南北會談軍事委員會的委員。1995年，參與南北會談。兩年後，被任命為祖國統一研究院副院長。2002年，又出任朝鮮亞太和平委員會委員長。2007年，曾以北韓代表的身份到訪問首爾。
2009年，元東淵晉升為統一戰線部副部長。2011年12月，金正日離世，金正恩繼承最高領導人之位。元東淵繼續受到重用。2014年2月，他再次成為南北會談的代表。同年3月，又在應屆的最高人民會議選舉當選為代議員。

## 資料來源
1. 1 2  "朝代議員名單公佈 天安艦主謀再當選" （页面存档备份，存于） 《朝鮮日報》中文版 2014 3 12
2. ↑  "'고위급 접촉' 남북 수석대표 김규현·원동연은 누구?" （页面存档备份，存于） 《News1》 2014 2 11
3. 1 2 3 4  .   [2014-03-19]. （原始内容存档于2017-11-10）.